# Cepphis obsoleta
Cepphis obsoleta là một loài bướm đêm trong họ Geometridae.